# سوني ديكسون (صحفي)
سوني ديكسون (بالإنجليزية: Sonny Dixon)‏ هو صحفي أمريكي، ولد في 1952.